# Mèo Nebelung
Mèo Nebelung là một giống mèo quý hiếm, thuộc nhóm mèo nhà. Nebelung có thân dài, đôi mắt xanh rộng, bộ lông dài và dày đặc, và có sự phân tán nhẹ. Cái tên Nebelung - dường như là một bản dịch của từ tiếng Đức Nebel ('hơi nước' hay 'sương mù'), và tên của một truyện dân gian thời trung cổ của Đức: Nibelungenlied - có lẽ bắt nguồn từ bộ lông màu xám xanh đặc biệt của giống mèo và từ chính tổ tiên của chúng, được đặt tên theo hai nhân vật chính trong Nibelungenlied, chiến binh người Đức tên Siegfried và nữ hoàng Iceland, Brunhilde.

## Nebelung trên toàn cầu
Nebelung là một giống mèo khá mới với các nhà lai tạo đến từ Hoa Kỳ, Canada, Nga và châu Âu. Ngoài TICA, Nebelung được công nhận bởi Hiệp hội Yêu thích Mèo Hoa Kỳ (ACFA), Liên đoàn Mèo Thế giới (WCF), Livre Officiel des Origines Félines (LOOF), và các hiệp hội mèo độc lập tại các quốc gia Hà Lan, Bỉ và Đức. Số lượng mèo giống này hiện tại vẫn còn khá ít.

## Trong văn hóa
Mèo Nebelung đã được giới thiệu trên Animal Planet Cat Show 101. Nhân vật Hairball trong phim Pound Puppies và Legend of Big Paw là một chú mèo giống Nebelung lồng tiếng bởi Frank Welker.
Mèo Nebelung là một trong những loài động vật có thể trở thành thần hộ vệ trong câu trả lời cho bài kiểm tra tính cách của người dùng trên Pottermore.
Trong bộ phim Garden State, một con mèo giống Nebelung xuất hiện trong một cảnh với Zack Braff, Peter Sarsgaard và Jean Smart.